# Виана, Ана
Ана Виана (порт. Ana Viana; род. 1962, Лиссабон) — португальская поэтесса и художница.
Окончила факультет психологии Лиссабонского университета. Преподает в alma mater.
В 1997 году выпустила первую книгу стихов, которая, как отмечал, представляя её, известный португальский романист Антониу Алсада Баптишта (порт. António Alçada Baptista), заставляет читателя «вернуться мысленно в то время, когда невинность идёт рука об руку с любовью». За ней последовали ещё несколько книг стихов и прозы. Поэзия Аны Вианы обращена, по мнению критика Жулиу Конраду, к мыслящему и терпеливому читателю и требуют неспешного чтения, анализа и толкования.
Книги:
- Mundo entretecido (1997)
- Passagens sublinhadas: entrelinhas, linhas, reticências (2000)
- Femininos singulares (2002)
- A casa acordada, проза (2005)
- Sinal Breve (2006)
- Memórias do desapego (2007)
- Murmúrios de um lugar branco (2009)
- A face oculta do vento (2011)